# Klaus Bremm

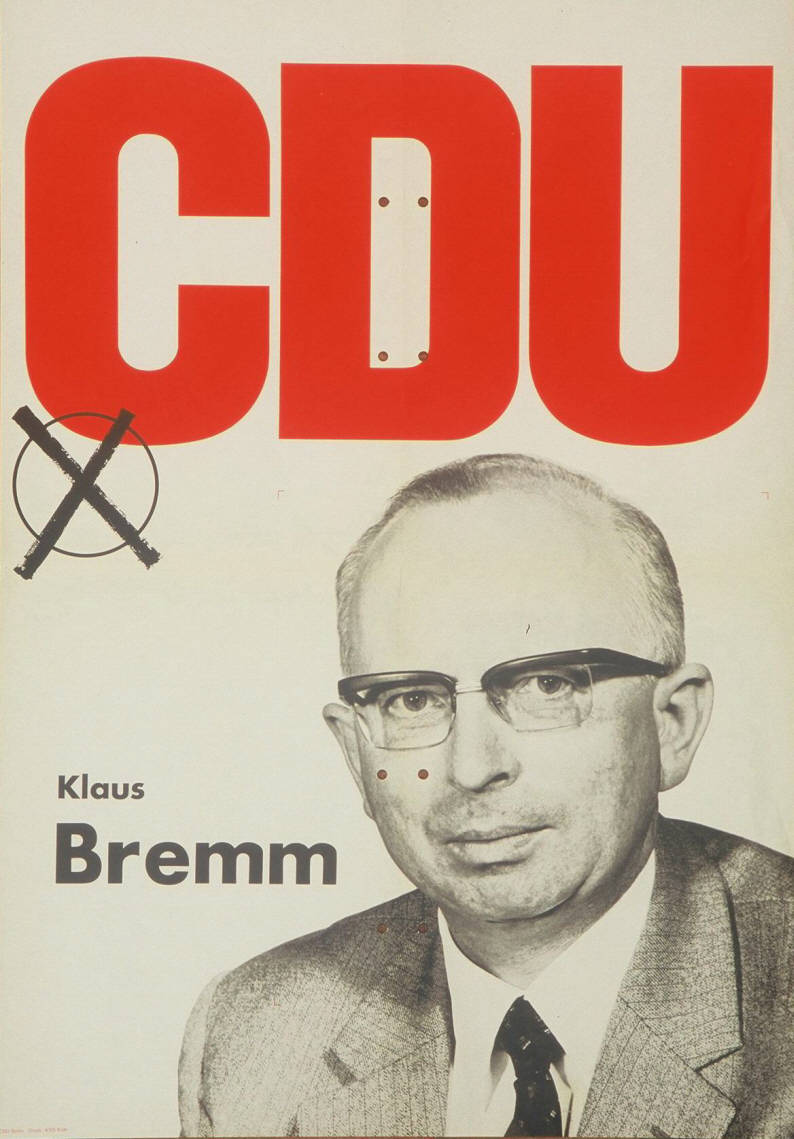
Kandidatenplakat Klaus Bremms zur Bundestagswahl 1969

Klaus Bremm (* 3. Januar 1923 in Zell; † 27. September 2008 in Alf) war ein deutscher Winzer und Politiker (CDU), unter anderem als Mitglied des Bundestages.

## Leben
Klaus Bremm wurde als Sohn des Winzers und Weingutsbesitzers Alois Bremm und dessen Ehefrau Klara Bremm, geborene Mayer, geboren. Er besuchte die Volksschule in Zell und ab 1937 die kaufmännische Berufsschule. Nach dem Schulbesuch absolvierte er in Zell ab 1937 eine Ausbildung in der Verwaltung und arbeitete anschließend als Verwaltungsangestellter in Zell. Zuletzt war er Beamtenanwärter. Nach seiner Einberufung zur Wehrmacht nahm er von 1942 bis 1945 als Soldat am Zweiten Weltkrieg teil und war zuletzt Unteroffizier. Er erhielt das Eiserne Kreuz I, die Nahkampfspange und das Verwundetenabzeichen in Silber.
Von 1945 bis 1947 besuchte er die Weinbauschule Bullay. Bremm war seit 1945 im elterlichen Weingut Bremm in Zell an der Mosel tätig, das er 1952 übernahm. Im selben Jahr heiratete er Elisabeth Theobald, mit der er vier Kinder (Walburga, Lothar, Franz-Josef und Thomas) hatte. 1965 wurde er stellvertretender Vorsitzender des Weinbaugebietes Mosel-Saar-Ruwer. 1966 bestand er die Prüfung als Winzermeister.
Bremm war katholisch, beantragte am 3. Juni 1941 die Aufnahme in die NSDAP und wurde zum 1. September desselben Jahres aufgenommen (Mitgliedsnummer 8.614.025). 1950 trat er in die CDU ein, schloss sich im gleichen Jahr der Jungen Union (JU) an und war von 1950 bis 1960 Vorsitzender des JU-Kreisverbandes Zell. Von 1951 bis 1966 war er zunächst stellvertretender Vorsitzender und danach von 1966 bis 1969 Vorsitzender und stellvertretender Vorsitzender des CDU-Kreisverbandes Zell.
Bremm war seit 1952 Ratsmitglied der Stadt Zell und wurde 1957 in den Kreistag des Kreises Zell gewählt. 1964 wurde er in den Kreisausschuss gewählt. 1960 bis 1970 war er CDU-Fraktionsvorsitzender im Stadtrat Zell. Von 1967 bis zu seiner Mandatsniederlegung am 17. Oktober 1969 war er Mitglied des Rheinland-Pfälzischen Landtages. Im Landtag war er Mitglied im Petitionsausschuss. Dem Deutschen Bundestag gehörte er von 1969 bis 1976 an. Im Parlament vertrat er den Wahlkreis Cochem.
Zudem war er 1946 Gründungsmitglied und 1948 stellvertretender Vorsitzender des Kreisbauern- und Winzerverbands Zell, 1960 bis 1970 Kreisvorsitzender des Winzerverbands Zell, 1961 Mitglied der Landwirtschaftskammer Rheinland-Nassau, ab 1965 stellvertretender Vorsitzender des Weinbauverbands Mosel-Saar-Ruwer, 1968 Vorstandsmitglied der Landwirtschaftskammer Rheinland-Nassau, 1958 Arbeitsrichter am Arbeitsgericht und 1961 Verwaltungsrichter in Koblenz.
Er war zudem Mitglied des Deutschen Weinbauverbandes, 1974 dessen Vizepräsident und 1975 Schatzmeister des Verbandes.
1983 erhielt er das Bundesverdienstkreuz Erster Klasse.